# Sepia opipara
Sepia opipara е вид главоного от семейство Sepiidae. Видът не е застрашен от изчезване.

## Разпространение и местообитание
Разпространен е в Австралия (Западна Австралия, Куинсланд, Нов Южен Уелс и Северна територия) и Папуа Нова Гвинея.
Среща се на дълбочина от 47 до 296 m, при температура на водата от 16,9 до 19,7 °C и соленост 35,4 – 35,7 ‰.